# 重田倫明
重田 倫明（しげた ともあき、1996年5月30日 - ）は、千葉県八千代市出身の元プロ野球選手（投手）。右投右打。NPBでは育成選手であった。

## 経歴

### プロ入り前
八千代市立村上東中学校の在学中に、校内の軟式野球部へ所属。中学校野球部3年次には主将を務め、チームを牽引した。3年時の夏の大会は主にポジションはセカンドだった。八千代市大会優勝、千葉県大会優勝、関東大会準優勝、全国大会出場を果たした。千葉県大会の決勝戦、対昭和中は先発投手として登板した。千葉英和高等学校への進学を機に、硬式野球へ転向した。
千葉英和高校では1年時の夏から公式戦に登板したものの、甲子園球場での全国大会とは無縁であった。このときバッテリーとして捕手を務めていたのが、後に演歌歌手となった新浜レオンである。3年時だった2014年夏の第96回選手権千葉大会では、敬愛学園高校との4回戦に救援投手として4回を投げたが、チームは0-3というスコアで完封負け。大会後にプロ志望届を日本学生野球協会に提出したが、NPBドラフト会議でどの球団からも指名されなかったため、卒業後に国士舘大学へ進学した。大学の1学年先輩に椎野新がいる。
国士舘大学では、2年時に東都大学野球の春季リーグ戦へ登板。後に右肘の疲労骨折が判明したため、手術を受けてからは、実戦を離れてリハビリに専念した。リーグ戦での登板はわずか2試合（通算4イニング）で、3年時以降は練習試合にも登板せず、4年時NPBドラフト会議で指名から再び漏れた場合には大学で野球を止めることを考えていたという。しかし重田の潜在能力を高く評価していた福岡ソフトバンクホークスから、育成ドラフト3位指名を受け、支度金300万円、年俸400万円（金額は推定）という条件で育成選手として入団した。背番号は138で、椎野と再びチームメイトになった。

### プロ入り後
2019年は、二軍のウエスタン・リーグ公式戦に2試合登板。三軍戦は33試合（42回1/3）に登板して、0勝3敗6セーブ、防御率1.91を記録した。11月23日から台湾で開催された2019アジアウインターベースボールリーグにおいて、NPB RED選抜に選出された。
2020年は、二軍公式戦では1試合登板。三軍戦は21試合（74回）に登板して、2勝4敗3セーブ、防御率2.07を記録した。
2021年は、二軍公式戦では9試合（40回）に登板して、2勝4敗、防御率3.38という成績だった。三軍戦は22試合（110回）に登板して、5勝6敗、防御率2.86という成績だった。育成選手として入団後3年が経過したため、規約により11月1日に自由契約選手として公示されたが、育成選手として再契約した。
2023年は、二軍公式戦で6試合に登板し、2勝1敗、防御率3.95の成績で、10月28日に戦力外通告を受けた。

### 現役引退後
2023年12月22日、ホークスのファーム担当広報に就任することが球団より発表された。

## 選手としての特徴
長身から投げ下ろす最速146km/hのストレートが武器。強気の投球術も持ち味で、ソフトバンクへの入団1年目に体重を6kg増やしたことによって、2年目の2020年には球速で計測される以上の球威を付けている。2021年7月には球速が150km/hに到達した。

## 詳細情報

### 年度別投手成績
- 一軍公式戦出場なし

### 背番号
- 138（2019年[10] - 2023年）

### 登場曲
- 「I Want You To Know」Zedd（2019年 - 2020年）
- 「栄光の架橋」ゆず（2019年 - 2020年）
- 「OLE!!」WANIMA（2021年 - ）
- 「Cheap Thrills」Sia（2021年 - ）

### 代表歴
- 2019アジアウインターベースボールリーグ：NPB RED選抜[13]